# Divinópolis do Tocantins
Divinópolis do Tocantins là một đô thị thuộc bang Tocantins, Brasil. Đô thị này có diện tích 2347,421 km², dân số năm 2007 là 6359 người, mật độ 2,71 người/km².